# ژاوی روکا
ژاوی روکا (انگلیسی: Xavi Roca؛ زادهٔ ۱۹ ژانویهٔ ۱۹۷۴) بازیکن فوتبال اهل اسپانیا است.
از باشگاه‌هایی که در آن بازی کرده‌است می‌توان به باشگاه فوتبال اسپانیول، باشگاه فوتبال رایو وایکانو، باشگاه فوتبال بارسلونا سی، باشگاه ورزشی اروپا، باشگاه فوتبال سابادل، باشگاه فوتبال بارسلونا بی، باشگاه فوتبال اوکلند سیتی، باشگاه فوتبال ویارئال، و باشگاه فوتبال بارسلونا اشاره کرد.
وی همچنین در تیم‌های ملی فوتبال زیر ۱۶ سال اسپانیا، زیر ۱۷ سال اسپانیا، زیر ۱۸ سال اسپانیا، و زیر ۲۱ سال اسپانیا بازی کرده‌است.